# وزارة شؤون القدس والتراث
وزير شؤون القدس والتراث هو وزير بلا حقيبة في الحكومة الإسرائيلية. أُسِّس المنصب في عهد حكومة إسحاق شامير في 27 نوفمبر 1990، إذ شغل أبراهام فيرديجر منصب نائب الوزير، على الرغم من أن أفنير شاكي كان يشغل منصب وزير بلا حقيبة مسؤولًا عن شؤون القدس منذ عام 1988. ألغى رئيس الوزراء إسحاق رابين المنصب في 31 ديسمبر 1992.
أُعيد إحياء المنصب عام 2001 في حكومة أرييل شارون. وفي عام 2005، عاد المنصب لوزير بلا حقيبة. بين عامي 2013 و2015، ضُمَّ المنصب إلى حقيبة شؤون الشتات وزيرًا لشؤون القدس والشتات.